# كلاب سوداء
كلاب سوداء (بالإنجليزية: Black Dogs)‏ هي رواية للكاتب البريطاني إيان ماك إيوان، نشرت عام 1992.

## القصة
تدور الرواية حول فترة ما بعد كارثة الحقبة النازية في أوروبا، وكيف أثر سقوط جدار برلين على أولئك الذين رأوا الشيوعية كطريق لتقدم المجتمع. تسافر الشخصيات الرئيسية إلى فرنسا، حيث يشاهدون الآثار المدمرة للنازية باقية في إحدى القرى الفرنسية.

## روابط خارجية
- كلاب سوداء على موقع الموسوعة البريطانية (الإنجليزية)